# BandNews FM São Paulo
BandNews FM São Paulo é uma emissora de rádio brasileira sediada na cidade de São Paulo, capital do estado homônimo. Opera no dial FM, na frequência 96,9 MHz, e é uma emissora própria e cabeça de rede da BandNews FM. Seus estúdios estão localizados na sede do Grupo Bandeirantes de Comunicação no Jardim Leonor, e seus transmissores estão na Torre da Band, na Consolação, defronte à Avenida Paulista.

## História
Foi inaugurada à meia-noite do dia 20 de maio de 2005, substituindo a local Rádio Sucesso e liderando a rede BandNews FM, inicialmente com emissoras no Rio de Janeiro, Belo Horizonte e Porto Alegre. Atualmente é a rádio de notícias mais ouvida de São Paulo em períodos gerais (diariamente das 5h às 0h), estando à frente da CBN São Paulo, de sua coirmã Rádio Bandeirantes e da rádio Jovem Pan News (exceto para a Jovem Pan News no período das 6h às 14h e das 17h às 20h nos dias úteis).